# Станислав Лоренц
Станѝслав Ло̀ренц (на полски: Stanisław Lorentz) е полски изкуствовед и музеен деец.

## Биография
Роден е на 28 април 1899 година в Радом. Завършва история на изкуството във Варшавския университет.
От 1929 година преподава във Вилненския университет. От 1936 до 1982 година е неизменен директор на Националния музей във Варшава.
Отстранен е от директорската длъжност от комунистическия режим заради подкрепата му за движението на профсъюз „Солидарност“. Умира на 15 март 1991 година във Варшава.